# Salon nezávislých
Société des Artistes Indépendants (Společnost nezávislých umělců) či Salon des Indépendants – Salon nezávislých byla založena v Paříži dne 29. července 1884. Společnost začala svou činnost organizováním velkých výstav v Paříži a jako slogan si ustanovila „sans jury ni récompense“ („bez poroty a bez odměny"). Mezi jejími zakladateli byli Albert Dubois-Pillet, Odilon Redon, Georges Seurat a Paul Signac. Po následující tři desetiletí se společně s Podzimním salonem jejich každoroční výstavy zaměřovaly na umělecké trendy počátku 20. století. Na těchto výstavách se o vystavených uměleckých dílech často široce diskutovalo. První světová válka ukončila pořádání výstav, ale společnost Artistes Indépendants (Salon nezávislých) zůstala aktivní. Od roku 1920 se její sídlo nachází v rozsáhlých suterénech Grand Palais (vedle Société des Artistes Français, Société Nationale des Beaux-Arts, Société du Salon d'Automne a dalších).

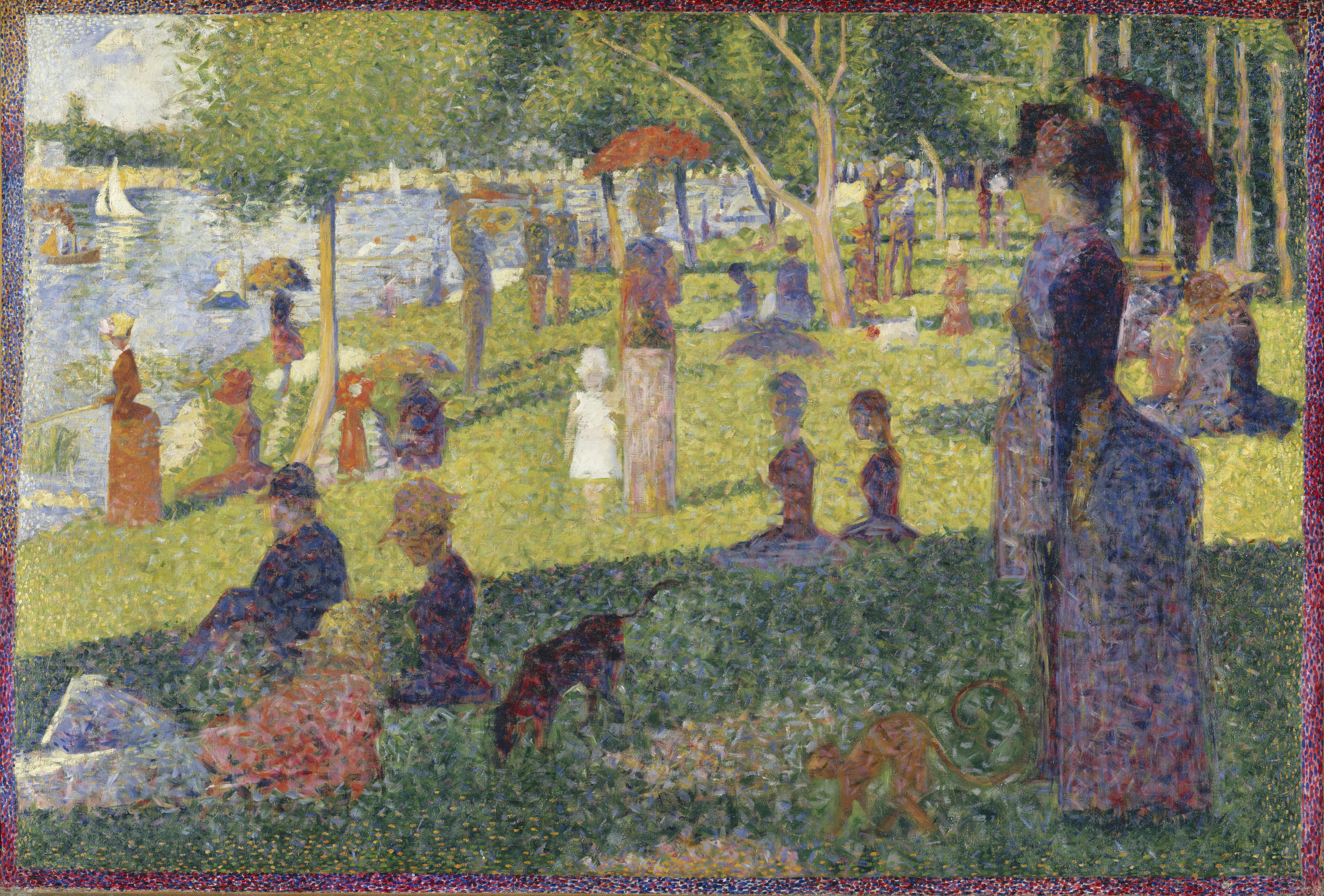
Georges Seurat, Jedno nedělní odpoledne na Ile de la Grande Jatte (studie), 1884, 70,5 x 104,1 cm, Metropolitní muzeum umění, New York

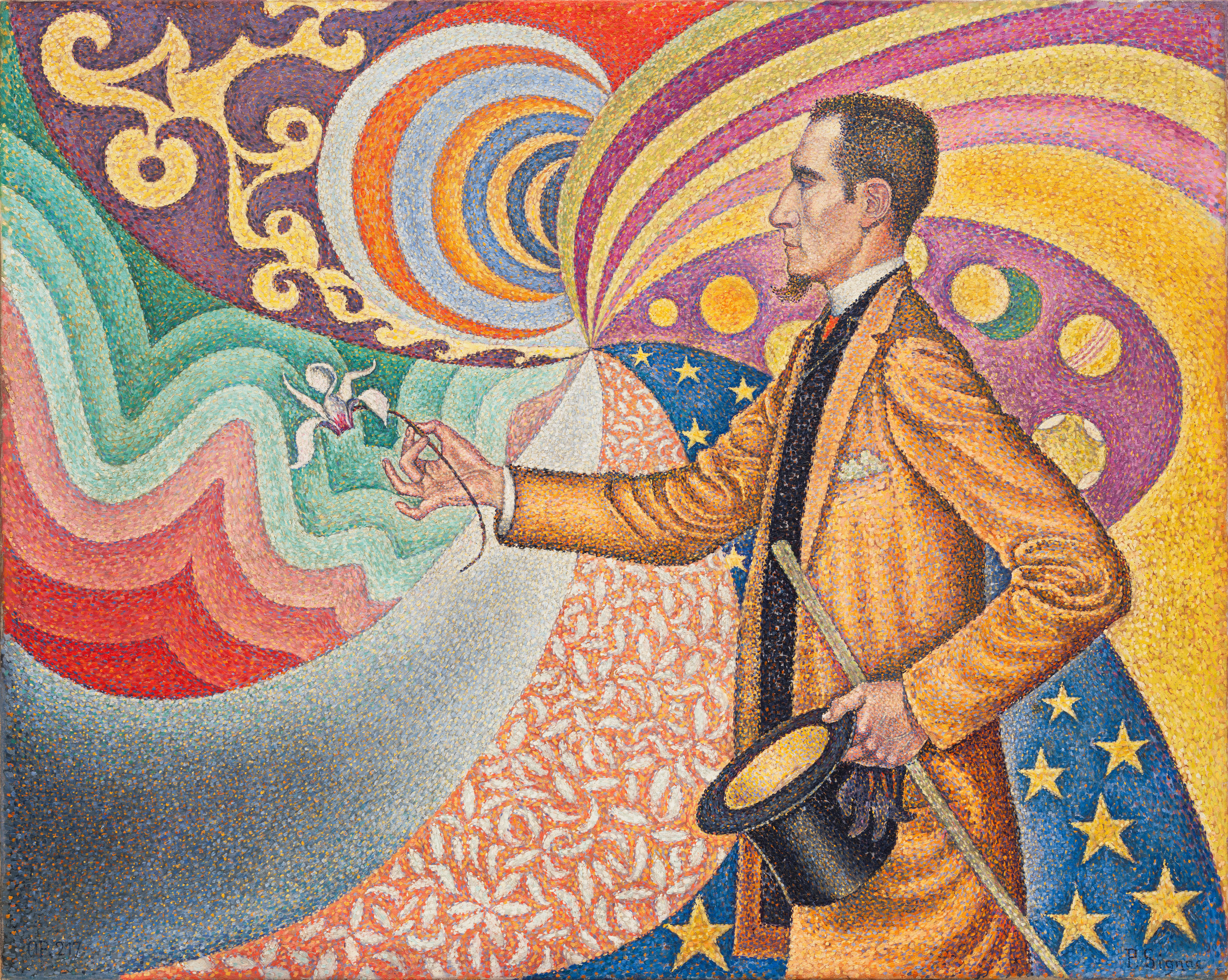
Paul Signac, 1890, Portrét Felixe Feneona, 73,5 cm x 92,5 cm, Metropolitní muzeum umění, New York

## Historie
Salon nezávislých je nezávislá, veřejná, umělecká výstava konaná každoročně v Paříži. Salon byl založen v reakci na rigidní tradicionalitu oficiálního, vládou sponzorovaného Salonu, založeného Ludvíkem XIV. v roce 1667. Od první výstavy v roce 1884 konané v "Pavilionu de la ville de Paris" na Champs-Elysées, se organizátoři Salonu nezávislých zavázali společně vystavovat práce těch umělců, kteří ve svých dílech zastávají určitou nezávislost. Akce je charakterizována absencí udělování jakýchkoli cen a poroty, určující která díla mohou být vystavena. Ovšem existovaly výbory určující umístění obrazu. Na rozdíl od Podzimního salonu, který se konal v Paříži během podzimních měsíců, Nezávislí vystavovali během jara a inspirovali tak uměleckou produkci v zimních měsících, kdy se umělci na výstavu připravovali. Historie Salonu se vyznačuje několika důležitými daty.
Během druhé francouzské republiky umělci, kteří nebyli podporováni oficiální Académie royale de peinture et de sculpture (Akademií malířství a sochařství), neměli mnoho příležitostí vystavovat. Tak se každým rokem zvyšoval počet umělců pracujících v Paříži, kteří se nakonec podrobili uměleckému diktátu oficiálního Pařížského Salonu a zvyšoval se počet prací odmítnutých porotou. Ani Třetí francouzská republika nebyla schopná či ochotná situaci řešit.
Dlouhá léta se umělci spoléhali pouze na oficiální podporu. Nakonec, v roce 1884, se umělci rozhodli založit vlastní organizaci a vytvořili "Group of independent artists (skupina nezávislých umělců)" a dostali povolení od Ministry of Fine Arts uspořádat vlastní výstavu a Paříž souhlasila s poskytnutím výstavních prostor. Od 15. května do 15. července se tedy konala první „svobodná“ výstava současného umění. Výstava ukázala více než 5000 prací více než 400 umělců.
Přestože výstava byla podporována oficiálními institucemi, nebyl počátek pro "Salon des Indépendants" nijak jednoduchý.

### Zřízení
Dne 11. června 1884, Maître Coursault, notář metropolitní oblasti Paříže Montmorency v departmentu Val-d'Oise oficiálně potvrdil založení Société.
Článek 1. stanov organizace zní:
... Účelem „Société des Artistes Indépendants“ - společnosti založené na zásadě zrušení přijímací poroty - je umožnit umělcům prezentovat svá díla veřejnému soudu s úplnou svobodou.

### Groupe vs. Société
Členové skupiny "Group of independent artists" napadli "Société des Artistes Indépendants" a podařilo se jim uspořádat výstavu „pro oběti nedávné epidemie cholery“, která byla slavnostně otevřena 1. prosince 1884 předsedou pařížské městské rady Lucienem Boué. Výsledkem však byla finanční katastrofa. Na jaře roku 1885 však „Groupe“ uspořádala další výstavu, tentokrát s určitým úspěchem.

## První výstava

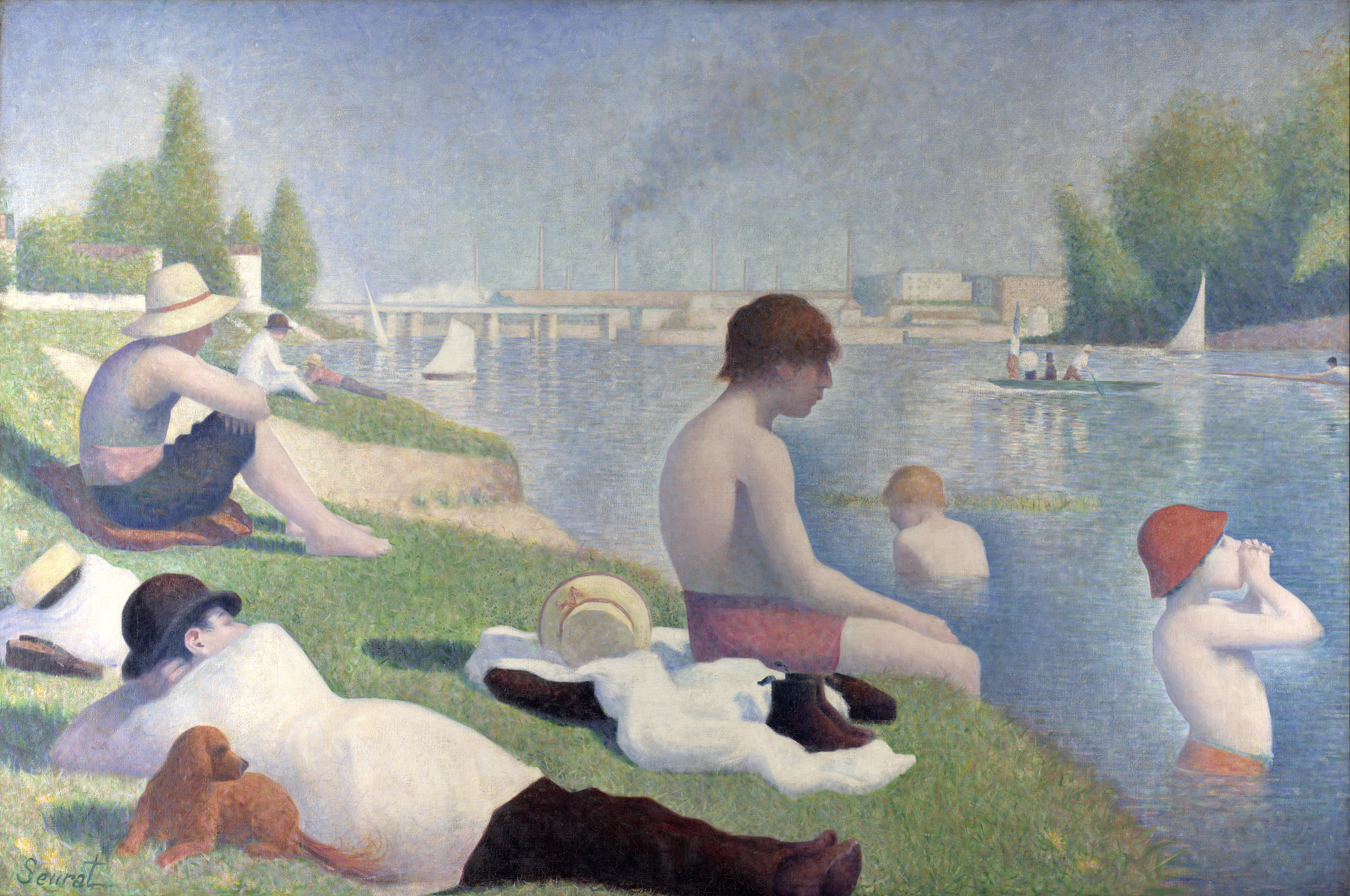
Georges Seurat, Une baignade à Asnières (Koupání v Asnières), olej na plátně, 1884, retuš z roku 1887, 201 cm x 300 cm, National Gallery, Londýn

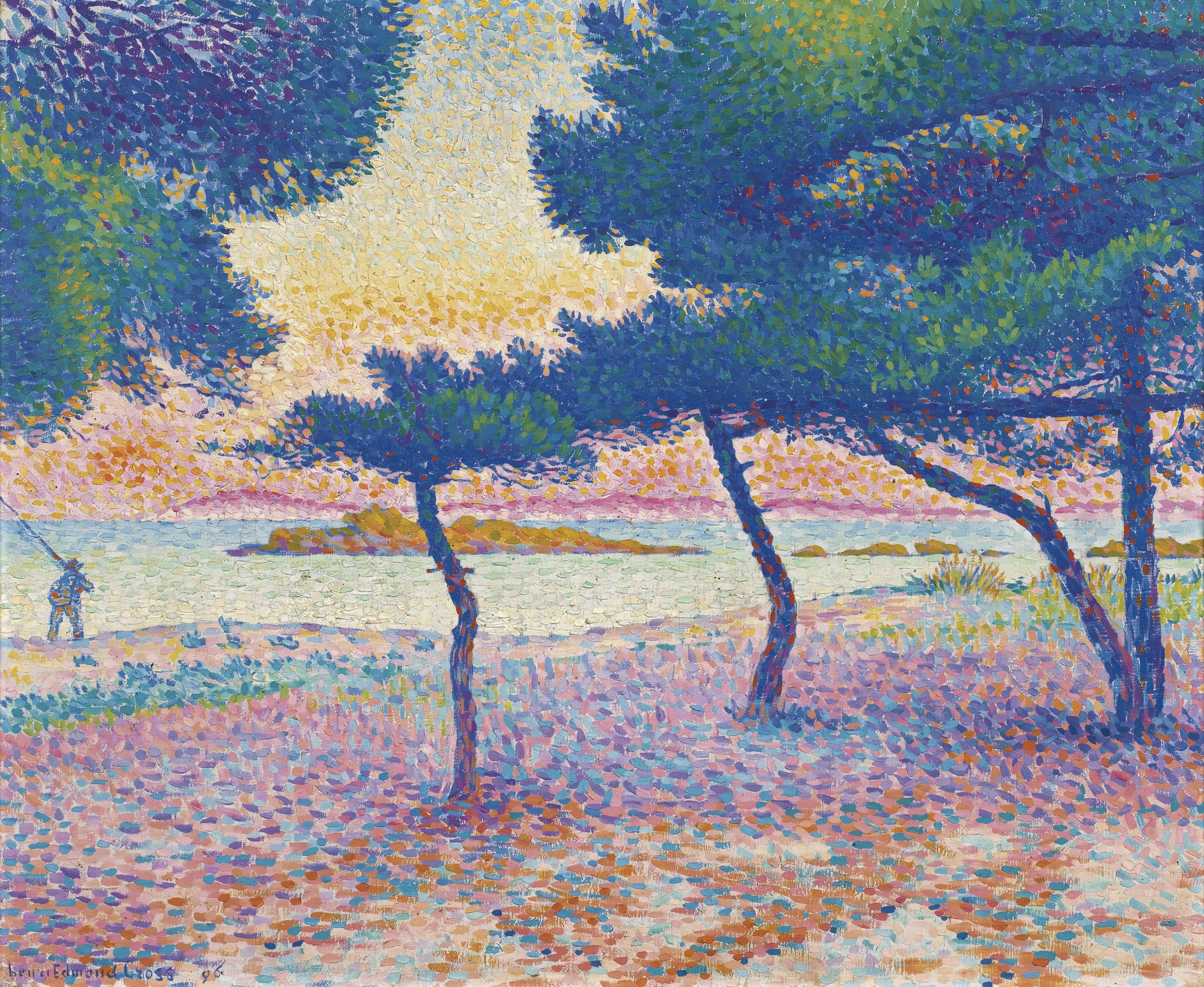
Henri-Edmond Cross, 1896, La Plage de Saint-Clair (Pláž Saint-Clair), olej na plátně, 54,50 cm x 65,40 cm

Salon des Indépendants vznikl z potřeby umělců prezentovat svá díla široké veřejnosti svobodně, nikoli prostřednictvím oficiální selektivní metody Salonu, který založil Ludvík XIV. Salon des Indépendants vytvořil malý kolektiv inovativních umělců - Paul Cézanne, Paul Gauguin, Henri de Toulouse-Lautrec, Camille Pissarro spolu s Albertem Dubois-Pilletem, Odilonem Redonem, Georges Seuratem a Paulem Signacem. Jejich jedinou podmínkou bylo mít právo představit svá díla veřejnosti bez omezení podle článku 1. stanov organizace.
První výstavu otevřel 1. prosince 1884 Lucien Boué, předseda městské rady v Paříži. Výstava byla pořádána v paláci Palais Polychrome v blízkosti Palais de l'Industrie (Průmyslového paláce). Salon se stal útočištěm pro umělecká díla považovaná tradičním Salonem za nepřijatelná. Mezi vystavenými díly byly Seuratova La baignade à Asnières (Koupání v Asnières), Signacova Le Pont d'Austerlitz (Most v Austerlitz) a díla Henri-Edmonda Crosse, další byli Odilon Redon, Albert Dubois-Pillet, Louis Valtat, Armand Guillaumin, Charles Angrand, Paul Cézanne, Paul Gauguin, Henri de Toulouse-Lautrec a Vincent van Gogh.
Výtěžek z první výstavy byl určen obětem cholery. Druhá výstava se konala v roce 1886 v dočasné budově v Jardin des Tuileries (Tuilerijské zahradě) s 200 vystavenými obrazy. V roce 1905 zde vystavovali Henri Rousseau, Pierre Bonnard, Jean Metzinger a Henri Matisse. V období mezi lety 1890 a 1914 známým pod názvem La Belle Époque prakticky všichni umělci spojovaní s modernismem a avantgardou vystavovali u Nezávislých. Vystavovaná díla se pohybovala ve stylu od realismu po postimpresionismus, styl skupiny Nabis, symbolismu, pointilismu, fauvismu, expresionismu, kubismu a abstraktního umění.
Platba za vystavení práce byla 10 franků za čtyři díla. V roce 1906 bylo možné odevzdat deset prací za 25 franků a od roku 1909 pouze dvě. V roce 1901 bylo vystaveno více než tisíc obrazů. V roce 1904 bylo vystaveno 2 395 prací, v roce 1905 pak 4 269 prací od 669 umělců. V roce 1908 bylo vystaveno šest tisíc děl. V roce 1910 se počet umělců zvýšil na 1 182, do roku 1930 se postupně zvyšoval na 2 175. V roce 1926 kritik Louis Vauxcelles odhadl, že pouze 100 z 3 766 uměleckých děl mělo nějakou uměleckou hodnotu.
V letech 1895 a 1897 se výstavy "Salon des Indépendants" pořádaly v paláci "Palais des Beaux-Arts et des Arts libéraux" (Palác výtvarných a svobodných umění)" na Champ de Mars. V letech 1901 až 1907 se výstava konala v pařížském "Grandes Serres de la Ville de Paris" (Cours-la-Reine, zvaném také "Grande Serre de l'Alma"), který byl postaven pro Světovou výstavu v roce 1900. Od roku 1920 byly výstavy pořádány v paláci Grand Palais na Champs-Élysées v Paříži.
V roce 1902 uváděli Nezávislí retrospektivní výstavu prací Henriho Toulouse-Lautreca. Jean Metzinger v roce 1903 poslal na Salon nezávislých tři obrazy a poté se za výtěžky z prodeje přestěhoval do Paříže. V roce 1904 znovu vystavoval několik obrazů, tentokrát spolu s Robertem Delaunaym, kde Henri-Edmond Cross představil svou sérii obrazů z Benátek. V roce 1905 Salon uspořádal retrospektivní výstavu prací Georgese Seurata a Vincenta van Gogha.

## Rok 1905, počátek fauvismu
Od 24. března do 30. dubna bylo na obrazech umělců vystavujících na Salonu znát vzkvétání fauvismu a to ještě před nechvalně známou výstavou Salon d'Automne z roku 1905, která je uměleckými historiky označována jako výstava, která přinesla označení tohoto stylu termínem fauvismus. Stalo se tak poté, co kritik Louis Vauxcelles popsal vystavená díla větou "Donatello chez les fauves" ("Donatello mezi divokou zvěří), srovnávajíc kontrast vystavených obrazů se sochou v renesančním stylu, která sdílela výstavní prostor spolu s obrazy.
Na Salonu nezávislých v roce 1905 Henri Matisse vystavoval společně s malíři jako byl Albert Marquet, Jean Puy, Henry Manguin, Othon Friesz, Raoul Dufy, Kees van Dongen, Andre Derain, Maurice de Vlaminck, Charles Camoin a Jean Metzinger. Tato výstava byla kritikem Vauxcellesem přirovnávána k postavě z pitoreskní novely Gil Blas spisovatele Alaina-René Lesagea ve dnech 4., 18. a 23. března 1905.
Matisse vystavoval svůj proto-fauvistický obraz Luxe, Calme et Volupté" (Luxus, Klid a Smyslnost). V pointilistické technice a zářivých barvách byl obraz namalován v roce 1904 na francouzské Riviéře v Saint-Tropez po létě stráveném v spolu s neoimpresionisty Paulem Signacem a Henri-Edmondem Crossem. Obraz je Matissovým nejdůležitějším dílem, ve kterém použil tuto techniku obhajovanou Signacem. Matisse tuto techniku poprvé uplatnil po přečtení Signacovy eseje „Od Eugena Delacroixe k neoimpresionismu“ v roce 1898. Signac obraz koupil v roce 1905 na Salonu nezávislých. Henri Matisse byl členem výboru, který určoval umístění vystavovaného díla. Pomáhali mu Metzinger, Pierre Bonnard, Charles Camoin, Laprade Luce, Henri Manguin, Albert Marquet, Jean Puy a Félix Vallotton.

## 1906, všichni jsou fauvisti
Salonu nezávislých z roku 1906 se zúčastnili členové výboru pro umístění prací: Matisse, Signac a Metzinger. Po Podzimním Salonu z roku 1905, který znamenal začátek fauvismu, Salon des Indépendants z roku 1906 byl prvním, kterého se poprvé všichni malíři pracující stylem fauvismu zúčastnili společně. Vrcholem výstavy byl Matissův monumentální obraz Le Bonheur de Vivre" (Radost ze života). Trojúhelníková koncepce úzce souvisí s Cézannovými Bathers (Koupající se); série, která se brzy stala zdrojem inspirace pro Picassův obraz Les Demoiselles d'Avignon (Slečny z Avignonu). Kritici byli zděšeni rovinností, jasnými barvami, eklektickým stylem a technikou obrazu Le Bonheur de Vivre. Podle Metzingerových pamětí se setkal na Salonu nezávislých s Albertem Gleizesem a navštívil jeho studio v Courbevoie v roce 1906. V roce 1907 se u Maxe Jacoba Metzinger setkal s Guillaumem Krotowskym, který v té době již podepisoval svá díla Guillaume Apollinaire.
V roce 1906 už měl Metzinger dostatečnou prestiž, aby mohl být zvolen do výboru pro umístění obrazu na Salonu nezávislých, sám přihlásil osm svých prací. V této době si vytvořil blízké přátelství s Robertem Delaunayem, s nímž na začátku roku 1907 sdílel výstavu v galerii Berthe Weilla, francouzského obchodníka s uměním, který sehrál zásadní roli při vytváření trhu s uměním dvacátého století. V roce 1907 byli Metzinger a Delaunay označeni kritikem Louise Vauxcellesem jako dělníci, kteří používají velké mozaiky jako „kostky“ pro vytváření malých, ale vysoce symbolických kompozic.

## 1907, velkoobchodní transformace

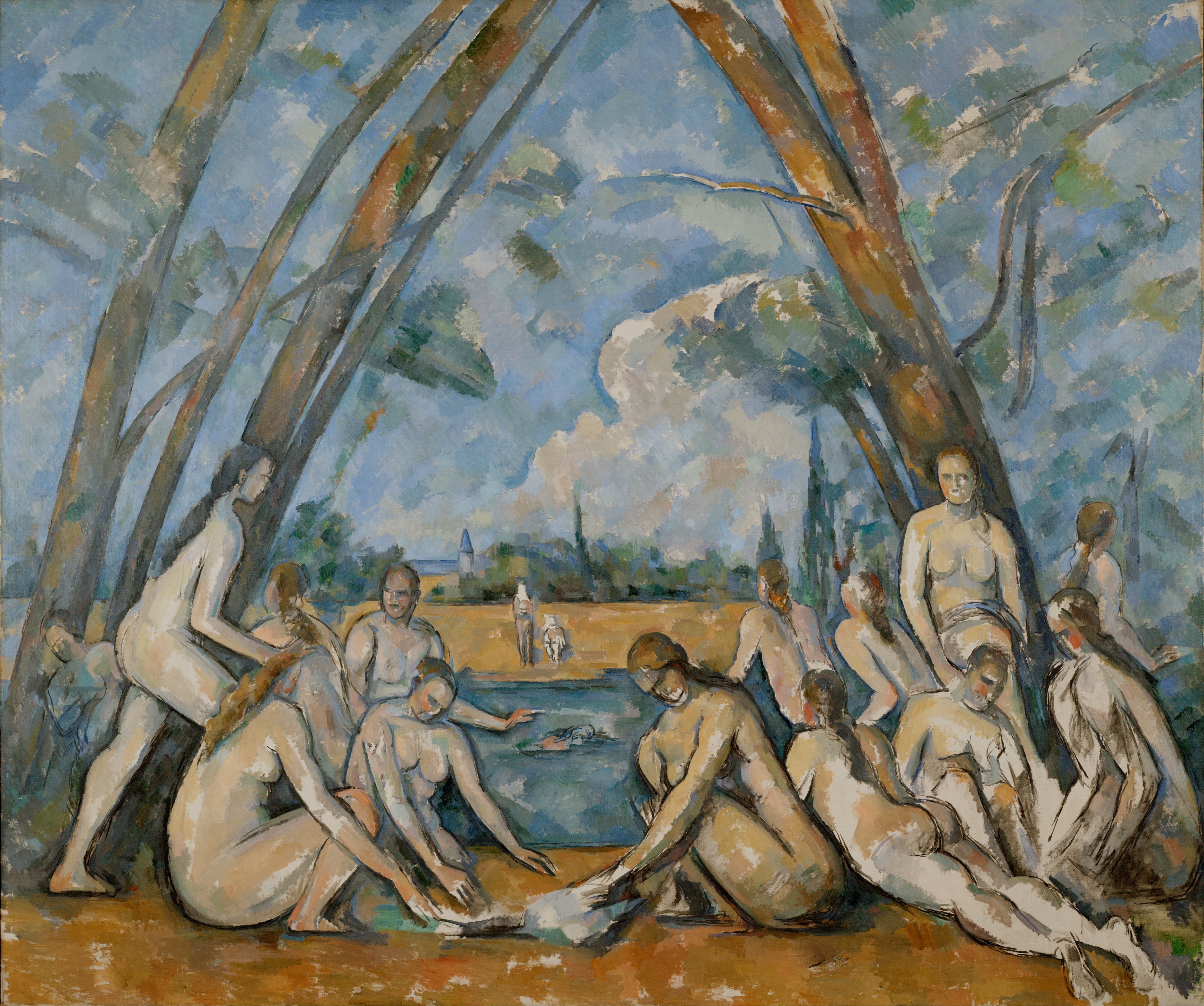
Paul Cézanne, The Large Bathers (Velké koupání), 1906, olej na plátně, 210,50 cm x 250,80 cm, Muzeum umění ve Filadelfii

Na jaře 1906 Georges Braque poprvé vystavoval svá díla na Salonu nezávislých. Na výstavě z roku 1907, která se konala od 20. března do 30. dubna, bylo vystaveno šest jeho obrazů. Pět jich koupil přímo na Salonu umělecký prodejce Wilhelm Uhde za celkovou cenu 505 franků. Šesté dílo bylo pravděpodobně koupeno obchodníkem s uměním Danielem-Henry Kahnweilerem Stalo se to, když se Braque poprvé setkal s Kahnweilerem a představil Picassa Apollinairovi. Braqueova díla byla stále v klasickém stylu fauvismu. Teprve na podzim roku 1907 v L'Estaque (vesnička v jižní Francii) začal Braque přecházet z jasných odstínů k tlumenějším barvám, pravděpodobně ovlivněn pamětní výstavou Cézannových prací na Podzimním salonu v roce 1907. André Derain vystavoval svůj obraz Dancer at Le Rat Mort (Tanec s mrtvou krysou), který namaloval během zimy 1906 a velký obraz Bathers (Muzeum moderního umění, New York) z počátku roku 1907. Toto dílo již není skutečný fauvismus, je svým tonálním modelováním blízko Cézannovi. Matissův obraz Blue Nude (Souvenir de Biskra) (Modrý akt) se objevila v roce 1907 na Salonu s názvem Tableau no. III. Vauxcelles píše o obraze Blue Nude:
Přiznám se, že tomu nerozumím. Ošklivá nahá žena je natažena na trávě v barvě neprůhledné modři pod palmami... Toto je umělecký efekt směřující k abstraktu, který mi úplně uniká. 
Vauxcelles, Gil Blas, 20. března 1907
Blue Nude by pravděpodobně později způsobil senzaci na výstavě The Armory Show (také známá jako International Exhibition of Modern Art) v roce 1913 v New Yorku. Malba již lehce opouštějící klasický fauvismus, byla považována za tak ošklivou, že ji rozhořčení studenti v roce 1913 během cesty výstavy z New Yorku do Chicaga spálili.
Kromě děl Matisse, Deraina a Braquea, Salon nezávislých v roce 1907 vystavoval šest prací od těchto umělců: Maurice de Vlaminck, Raoul Dufy, Jean Metzinger, Robert Delaunay, Charles Camoin, Auguste Herbin, Jean Puy, Louis Valtat a tři od Alberta Marqueta.
Vaucelles popsal tuto skupinu „fauvistů“:
Hnutí, které považuji za nebezpečné (navzdory velkému soucitu, který cítím vůči jeho pachatelům), se formuje mezi malým klanem mladých. Byla zřízena kaple, která slouží dvěma povýšeným kněžím. MM Derain a Matisse; několik desítek nevinných katechumenů dostalo svůj křest. Jejich dogma se rovná ohromujícímu schématu, který zakazuje modelování a objemy ve jménu obrazové abstrakce, proč to nevím. Toto nové náboženství se mi jen stěží líbí. Nevěřím v tuto renesanci... M. Matisse, náčelník; M. Derain, zástupce zástupce; MM. Othon Friesz a Dufy, účastní se další... a M. Delaunay (čtrnáctiletý žák M. Metzinger...), infantilní fauvelet. 
Vauxcelles, Gil Blas, 20. března 1907
Fauvismus Matisse a Deraina byl koncem roku 1907 prakticky opuštěn. Po Podzimním salonu z roku 1907 skončilo toto období i pro mnoho dalších umělců. Posun od jasných čistých barev volně aplikovaných na plátno umožnil propracovanější geometrický přístup. Priorita zjednodušené formy začala předjímat reprezentativní aspekt prací. Zjednodušení prezentované formy ustoupilo nové složitosti; v obrazech postupně dominovala síť vzájemně propojených geometrických rovin, rozdíl mezi popředím a pozadím již nebyl ostře vymezen a hloubka ostrosti byla omezená.
Mnoho Cézanneových obrazů bylo vystaveno na Podzimním Salonu v letech 1904, 1905 a 1906. Poté, co Cézanne v roce 1906 zemřel, byly jeho obrazy vystaveny v Paříži ve formě retrospektivy na Podzimním Salonu v roce 1907, což velmi přitahovalo zájem a ovlivňovalo směřování avantgardního umění v Paříži před nástupem kubismu. Cézannovy objevy geometrického zjednodušení a optických jevů inspirovaly nejen Matisse, Deraina, Braquea a Metzingera, ale i další umělce, kteří dříve pracovali ve stylu fauvismu. Také ti, kteří tímto stádiem neprošli, jako například Picasso, experimentovali se složitým zalomením forem. Cézanne svým dílem tak vyvolal velkoobchodní transformaci v oblasti umění, která zásadně ovlivnila vývoj moderního umění 20. století.

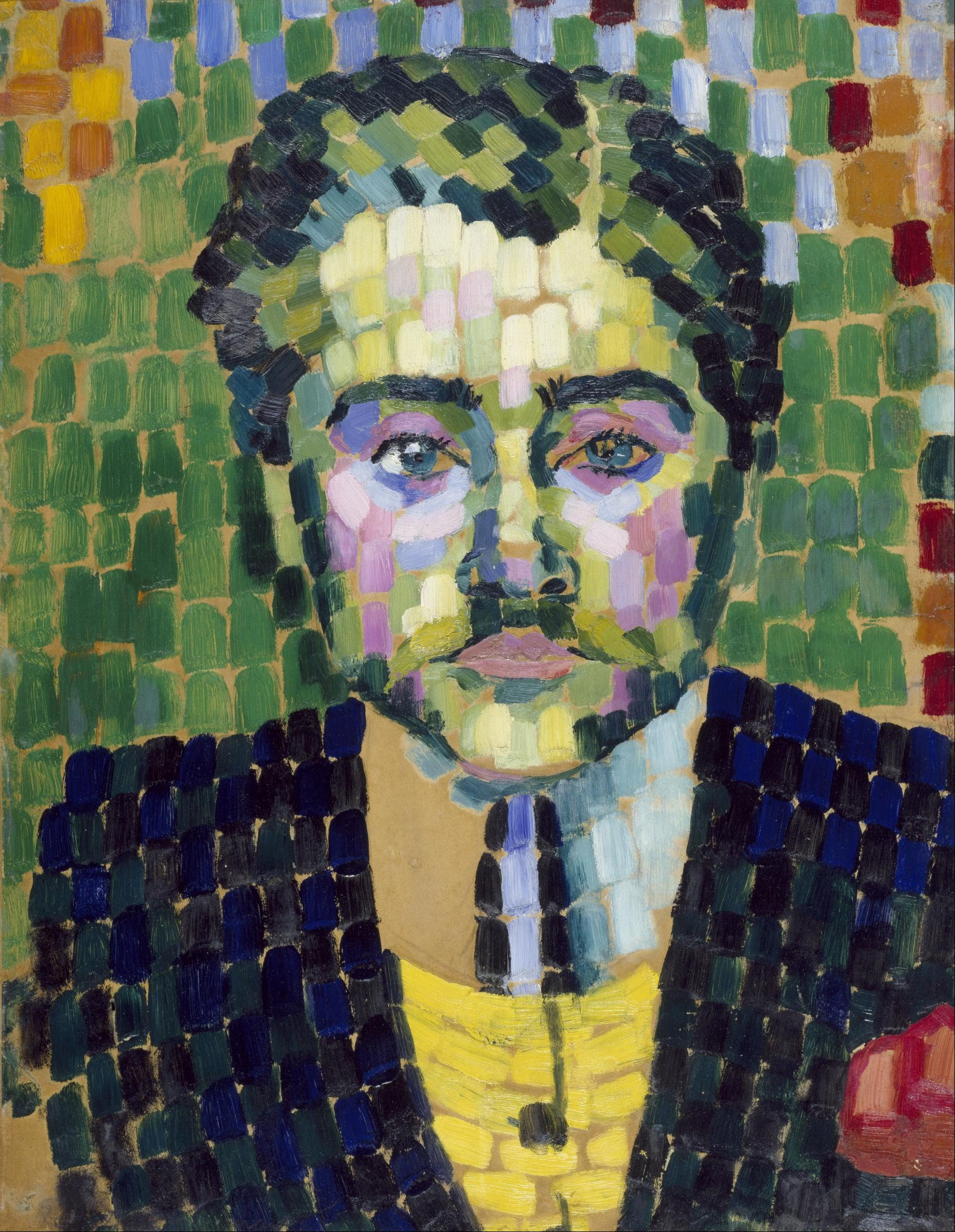
Robert Delaunay, Portrét Jeana Metzingera, olej na papíru, 54,9 x 43,2 cm, 1906, Museum of Fine Arts, Houston

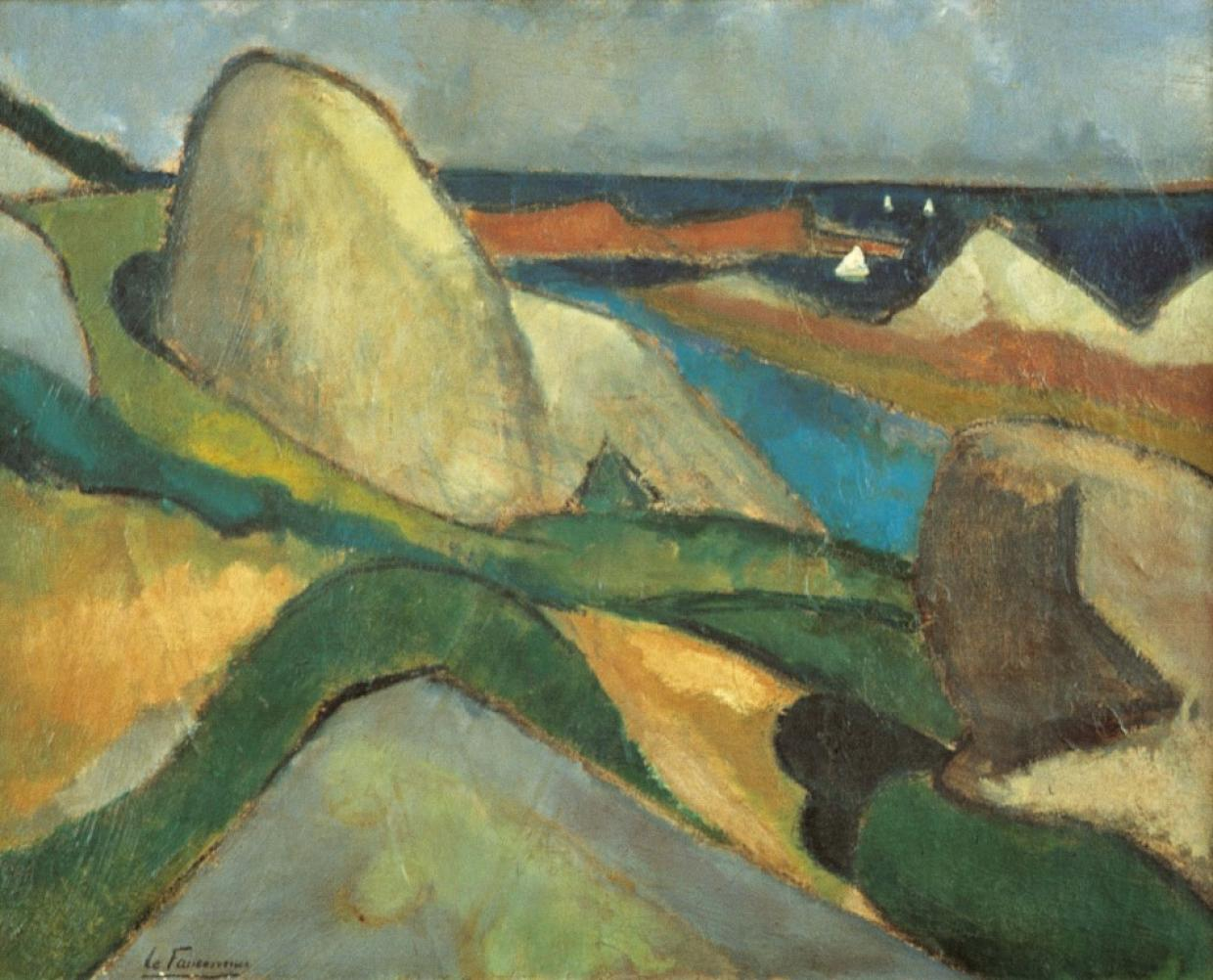
Henri Le Fauconnier, 1908, olej na plátně, Bergen

## 1908, schematizující barbaři
Prezidentem 24. Salonu nezávislých v roce 1908 se stal Signac. Na výstavě, která se konala ve dnech 20. března až 2. května, ohromil Apollinaira Braqueův obraz svou originalitou. Ačkoli to není uvedeno v katalogu, bylo to popsáno v L'Intransigeant. Ve své recenzi zveřejněné v "La Revue des lettres et des arts" (1. května 1908) Apollinaire tvrdí, že Braqueův obraz je nejoriginálnějším dílem vystaveným na Salonu. I v nepřítomnosti Matisse a Picassa, Vauxcelles v "Gil Blas" (20. března 1908) označuje nejinovativnější umělce expozice jako „barbarské schematizátory“... kteří chtějí vytvořit „abstraktní umění“.
Komentář k této výstavě vyšel v listu "New York Herald" z 20. března 1908; Vauxcelles ji popsal v "Gil Blas" 20. března 1908; C. Le Senne v listu "Le Courrier du Soir" z 22. března 1908; a Mauric Denis v "La Grande revue" z 10. dubna 1908.
Více než 1 314 umělců vystavilo na 6 701 děl. Matisse se výstavy nezúčastnil
Po tomto Salonu začíná spisovatel Gelett Burgess sérii rozhovorů s avantgardou, která v současné době pracuje v Paříži a na pařížských předměstích. Tyto rozhovory a Burgessovy dojmy z produkovaných děl jsou publikovány v "Architectural Record", květen 1910, v srdci proto-kubistického období.
Gelett Burgess píše v listu The Wild Men of Paris:
„I když pro mě byla tato škola nová,v Paříži už to byl starý příběh. Byly to devítidenní zázraky. Zuřily zde vášnivé diskuse; dosahující místy až vzpoury proti jejímu zavržení kritiky a pohrdání akademiků. Škola rostla co do počtu i důležitosti. Mnozí to brali velmi vážně. Zpočátku byli začátečníci nazýváni "The Invertebrates" (Bezpáteřní). Na Salonu roku 1905 byli označeni "The Incoherents" , tedy (Nesrozumitelní). Ale v roce 1906, když se umělci stali bojovnější, odvážnější a jejich teorie se stávaly čím dál divočejší, dostali své současné označení "Les Fauves - Divoká zvířata". A tak jsem se vydal na lov!“

"Byl to Matisse, kdo udělal první krok do neobjevené země ošklivosti. Matisse, sám seriózní, žalostný, svědomitý experimentátor, jehož práce jsou pouze studiem výrazu, je v současné době znepokojen, ale vypracovává teorii jednoduchosti a popírá veškerou odpovědnost za excesy svých nevítaných žáků.“

„Picasso, ostrý jako bič, duchaplný jako ďábel, šílený jako kloboučník, běhá po svém ateliéru a vymýšlí obrovskou nahou ženu složenou výhradně z trojúhelníků a představuje ji jako vítězství. Kupodivu Matisse zavrtí hlavou a neusměje se! Zamyšleně hovoří o „harmonii a objemu“ a „architektonických hodnotách“ a divoký Braque leze do svého podkroví a staví architektonické monstrum, které nazývá "Žena", s vyváženou hmotou a částmi s otvory a sloupovými nohami a římsami. Matisse oceňuje instinkt afrických dřevořezeb, a dokonce i střízlivý Dérain, co-experimentátor, ztrácí hlavu, formuje neolitického muže do pevné kostky, vytváří ženu z koulí, natahuje kočku do válce a maluje červenou a žlutou!“

„Metzinger jednou udělal nádherné mozaiky čistého pigmentu, žádný malý čtvereček barvy se nedotýkal vedlejšího, takže měl vzniknout efekt zářivého světla. Maloval nádherné kompozice mraků, útesů a moře; maloval ženy a učinil je krásné, i když to byly ženy nakupující na bulváru na trhu. Ale teď, převedené do idiomu subjektivní krásy, do tohoto podivného neoklasického jazyka, se ty samé ženy, překreslené, objevují v tuhých, hrubých, nervózních liniích ve skvrnách divoké barvy.

## 1909, jednoduché formy
Podle historie kubismu vlivného uměleckého historika Johna Goldinga publikované v roce 1959, byl na Salonu nezávislých z roku 1909 konaném 25. března až 2. května, vystaven veřejnosti jeden z prvních kubistických obrazů: Little Harbor in Normandy (Petit port en Normandie (Malý přístav v Normandii), č. 215, nazvaný Paysage, autor Georges Braque (Institut umění v Chicagu). Louis Vauxcelles 25. března 1909 popisoval práce Braque (Bracke, sic), který vystavoval na Salonu jako “kubistické výstřednosti (bizarreries cubiques)” V sále č. 16 vystavoval André Derain, Raoul Dufy, Othon Friesz, Laprade, Matisse, Jean Puy, Georges Rouault a Maurice de Vlaminck. Vývoj směrem k více lineárnímu stylu (zjednodušený styl Cézannův) je nejen znát v dílech Braquea ale také v dílech Metzingera, Gleize, Fauconniera a Delaunaye (Picasso na Salonech chybí).

## 1910, geometričtí ignoranti

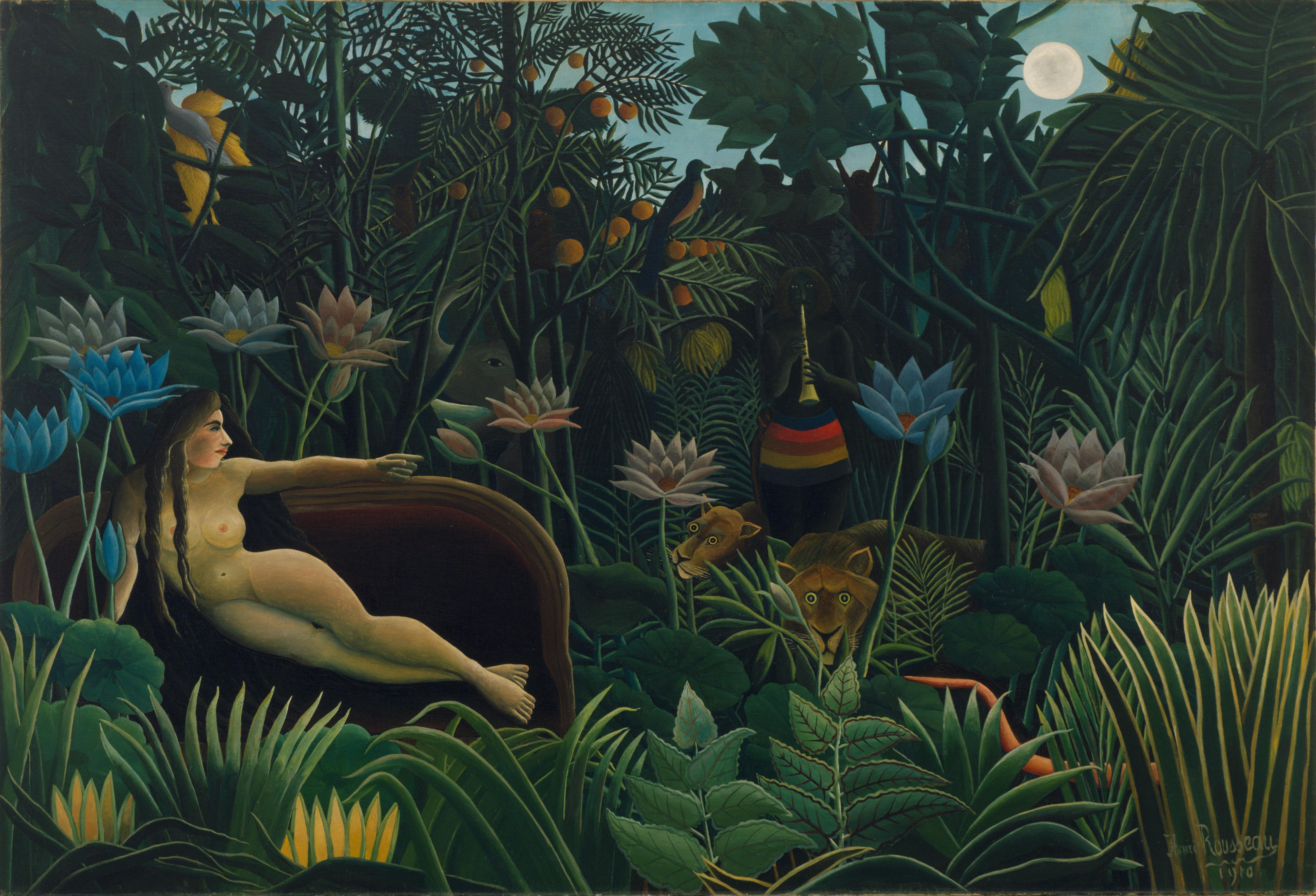
Henri Rousseau (Le Douanier), 1910, The Dream (Sen), olej na plátně, 204,50 cm x 298,50 cm, vystaveno v roce 1910 na Salonu nezávislých několik měsíců po jeho smrti, Muzeum moderního umění

Albert Gleizes vystavoval na Salonu nezávislých v roce 1910 poprvé své kubistické dva obrazy: Portrait de René Arcos a L'Arbre (Strom), v nichž důraz na zjednodušenou geometrickou podobu do značné míry převyšuje zájem o reprezentativní výraz malby. Stejná tendence je patrná i v Metzingerově Portrait of Apollinaire vystaveném ve stejném Salonu. Podle Apollinaire šlo o „první kubistický portrét“. Sám Apollinaire ve své knize The Cubist Painters (1913) poukázal na to, že Metzinger byl po Picassovi a Braqueovi chronologicky třetím kubistickým umělcem. Podle Gleizesových monografií jej Alexandre Mercereau představil Metzingerovi, ale teprve po Podzimním salonu se o své práce začali navzájem vážně zajímat.
Louis Vauxcelles ve svém článku zveřejněném k 26. Salonu nezávislých (1910) uvedl pomíjivou a nepřesnou recenzi díla Metzingera, Gleizese, Delaunaye, Légera a Le Fauconniera. Uvádí je jako „ignorantské geometry, redukující lidské tělo a krajinu na bledé kostky“.
Práce Metzingera, Henriho Le Fauconniera a Roberta Delaunaye byly vystaveny společně. Le Fauconnier ukázal geometricky zjednodušenou krajinu Ploumanac'h: Le Ravin (Rokle) a Village dans les Montagne (Vesnice v horách), spolu s Femme à l'éventail (Žena s vějířem) a Portrait of Maroussia. Ve stejné hale visela díla Matisse, Vlamincka, Dufyho, Laurenciny, van Dongena a Henriho Rousseaua. Apollinaire psal v deníku L'Intransigeant, který byl vydáván v počtu kolem 50 000 výtisků o výstavě, na které bylo k vidění téměř 6000 obrazů.

## 1910, Lolo the donkey

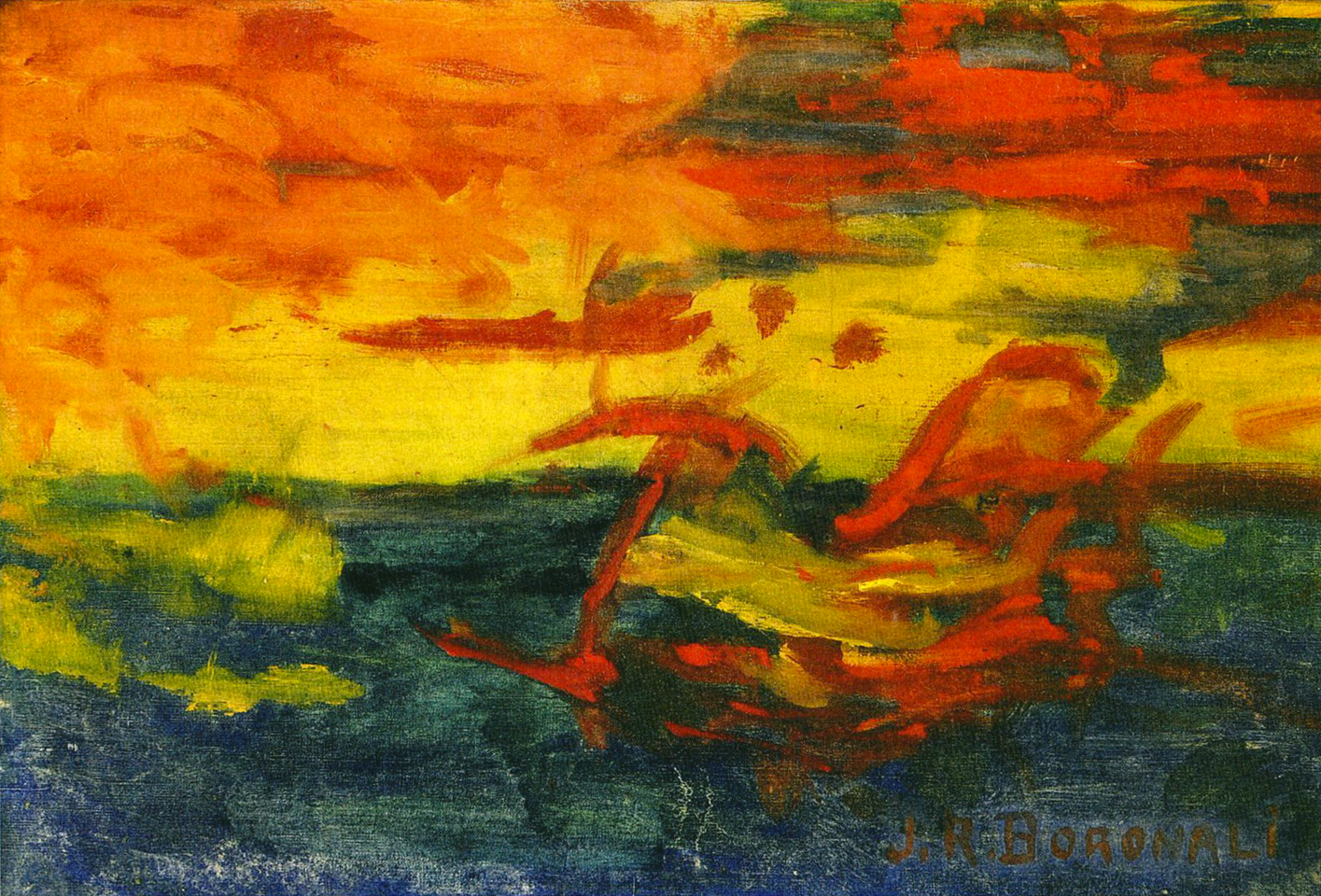
Joachim-Raphael Boronali, Západ slunce na Jadranu, 1910, 54 cm x 81 cm, namaloval osel Lolo, 54 x 80 cm, Salon des Indépendants, 1910

Je pozoruhodné, že přítomnost malby vytvořené oslem jménem Lolo prošla prakticky bez povšimnutí. Obraz byl nazván Et le soleil s'endormit sur l'Adriatique (Západ slunce na Jadranu). Dílo, které vystavil umělec Joachim-Raphael Boronali, „externista“ z Janova bylo představeno na Salonu nezávislých v roce 1910. Jako autor se podepsal Boronali, ve skutečnosti byl autorem pařížský osel Lolo, který obraz namaloval ocasem. (Viz Warnod, 1910, Weiss, 1994, s. 149-151, 304.) Lolo patřil Frederiku Gerardovi (« le père Frédé » otec Frede“), majiteli kabaretu Lapin Agile na Montmartru. Roland Dorgelès, francouzský romanopisec a člen Académie Goncourt a dva jeho francouzští přátelé André Warnod, spisovatel a umělecký kritik a Jules Depaquit, ilustrátor a karikaturista se spojili a nanesli štětcem barvu na ocas zvířete. Osel udělal zbytek. Obraz se prodával za 400 franků (v současné době 1 257 EUR) a Dorgeles ho daroval sirotčinci "Orphelinat des Arts". Obraz je součástí stálé sbírky kulturní instituce l'Espace culturel Paul Bédu v Milly-la-Forêt.

## 1911, velký kubistický skandál

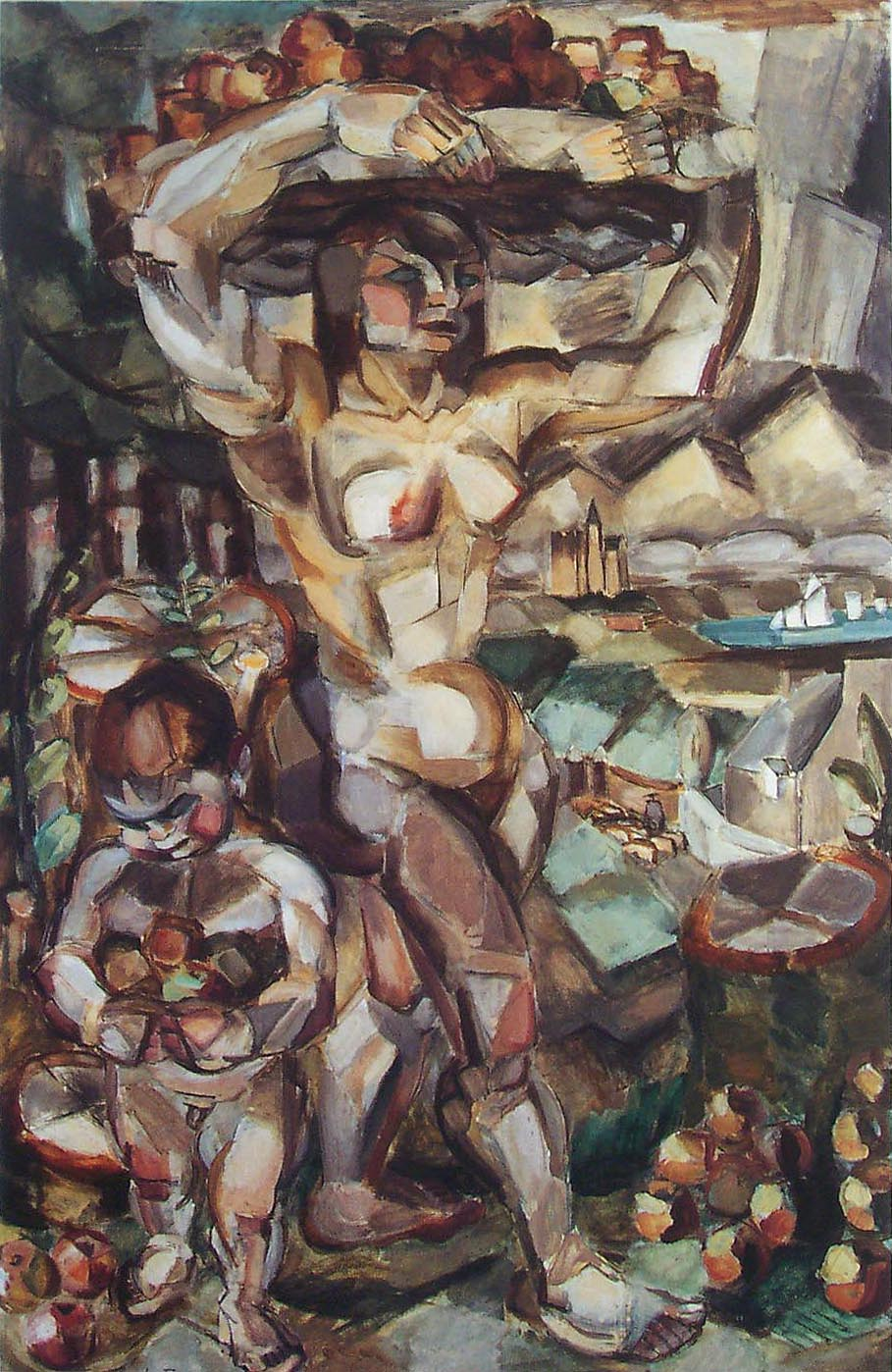
Henri Le Fauconnier, L'Abondance (Hojnost), olej na plátně, 191 x 123 cm, 1911, Gemeentemuseum Den Haag

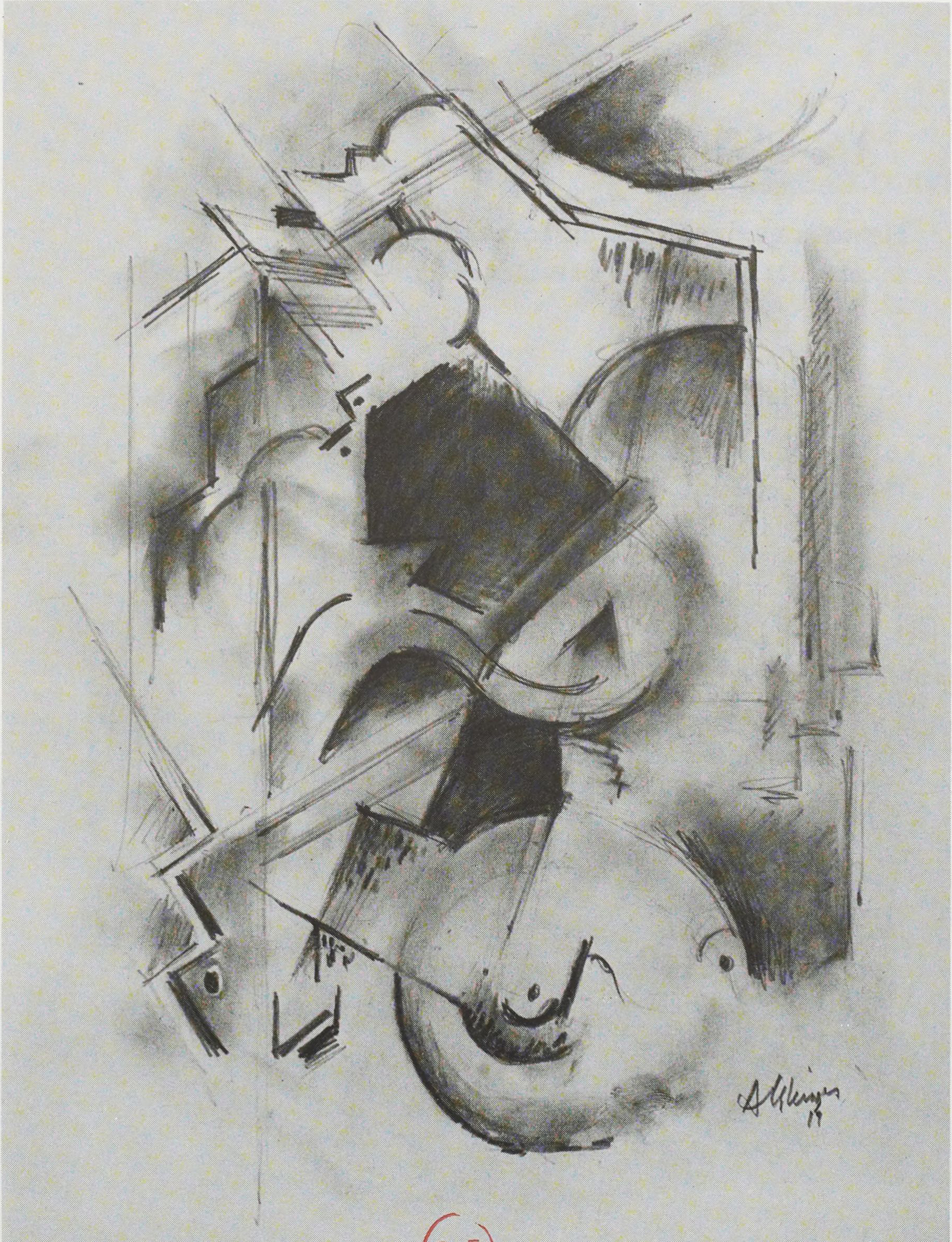
Albert Gleizes, Portrét pianisty Florenta Schmita, pastel, 36 x 27 cm, černobílé foto

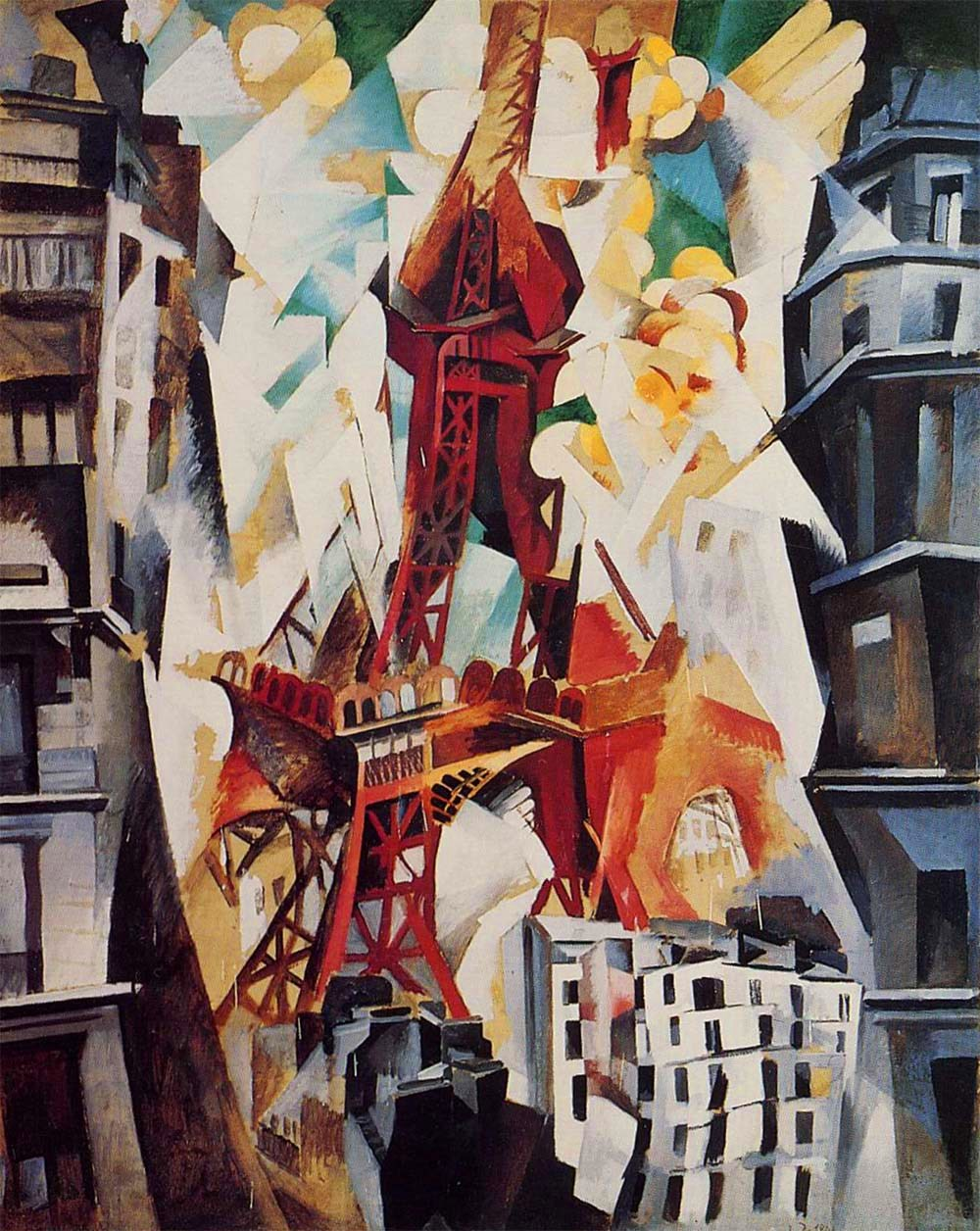
Robert Delaunay, 1911, Champs de Mars. La Tour rouge (Martovo pole (Paříž), Červená věž), Art Institute of Chicago, Salon nezávislých, 1911

Nově vytvořená skupina "Montparnasse group" (která se scházela nejen v ateliéru Henriho Le Fauconniera ale také v kavárnách Le Dôme, La Coupole, La Closerie des Lilas, Le Select a Café de la Rotonde) společně s dalšími mladými malíři, kteří také kladli důraz na formu oproti barvě. Rozhodli se převzít pravomoci výboru pro umístění obrazů aby tak zajistili, že kubistická díla budou vystavena společně. Albert Gleizes, Metzinger, Henri Le Fauconnier, Robert Delaunay, Fernand Léger a Marie Laurencin (na žádost Apollinaira) vystavovali společně v místnosti č. 41. Výsledkem byl velký skandál. I když vystavené obrazy byly stále poměrně konvenční, obecně dodržovaly pravidla klasické perspektivy (podle Gleizese), veřejnost přesto byla pobouřena zobrazením předmětů jako jsou kužele, kostky a koule, což mělo za následek nejasnost tématu. Převaha ostrého geometrického vzhledu a skutečnost, že skupina umělců pracovala stejným stylem, vedla ke vzniku pojmu „kubismus“. Ačkoli tento a podobné termíny byly používány již předtím v uměleckých kruzích (obvykle ve vztahu k dílům Metzingera, Delaunaye a Braquea), bylo to poprvé, kdy se tento termín rozšířil na celý umělecký směr. Pojem „kubismus“ použil v červnu 1911 Apollinaire v kontextu výstavy „Les Indépendants“, (Musée Moderne de Bruxelles v Bruselu), což zahrnovalo díla Gleizese, Delaunaye, Légera a Le Fauconniera. Během léta byl Gleizes v úzkém kontaktu s Metzingerem, který se nedávno přestěhoval do Meudonu. Oba nesouhlasili s konvenčním perspektivním mechanismem. Vedli spolu dlouhé rozhovory o povaze formy a vnímání. Souhlasili s tím, že tradiční malba dává pouze statickou a neúplnou představu o způsobu jak je předmět vnímán v reálu. Výsledkem diskuzí byl závěr, že předměty nejsou statické, ve skutečnosti jsou dynamické, pohybují se a mohou být viděny z různých úhlů, a tak by měly být také zachyceny: z různých pohledů v jednotlivých časových okamžicích.
Další kubistický skandál vznikl o několik měsíců později na Podzimním Salonu (Salon d'Automne), kde vystavovatelé „Les Indépendants“ rozvíjeli spolupráci s bratry Duchampovými, Jacquesem Villonem (francouzský kubista a abstraktní malíř a grafik,také známý jako Gaston Duchamp), Raymondem Duchamp-Villonem a Marcelem Duchampem. Ateliér Jacquese Villona a Raymonda Duchampa-Villona v rue Lemaître č. 7, se společně s Gleizesovým ateliérem v Courbevoie stávají pravidelnými místy setkávání pro nově vytvořenou "Groupe de Puteaux" (brzy se stane známou pod názvem Section d'Or). Ke skupině se připojil český malíř František Kupka, který se zajímal o nereprezentativní malbu založenou na analogiích s hudbou a progresivní abstrakci předmětu v pohybu.
Na jaře 1911 se kubisté ujistili, že jsou vystavováni společně, že se jim podařilo ovlivnit výbor pro umisťování obrazů. To, že Le Fauconnier byl sekretářem Salonu, usnadnilo dosažení cíle zavěsit jejich díla v jednom sále. Do té doby se vystavovalo v abecedním pořadí podle jmen umělců. V místnosti č. 41 visely práce Metzingera, Gleizese, Légera, Delaunaye, Le Fauconniera a Alexandra Archipenka. V místnosti č. 43 visela díla André Lhoteho, Rogera de La Fresnaye, André Dunoyer de Segonzac (malíř z Segonzacu), Luc-Alberta Moreaua a André Mareho. Tato výstava zahrnovala více než 6 400 obrazů. V místnosti č. 42 byla retrospektivní výstava Henriho (Le Douanier) Rousseaua, který zemřel 2. září 1910. Články a recenze byly četné a obsáhlé: včetně Gil Blas, Comoedia, Excelsior, Action, L'Oeuvre a Cri de Paris. Apollinaire vydal dlouhou recenzi 20. dubna 1911 v L'Intransigeant.
Abundance (Hojnost) Henriho Le Fauconniera, 1910-11 (Haags Gemeentemuseum, Haag), částečně kvůli své velké velikosti a částečně kvůli námětu velmi upoutávala pozornost, což způsobovalo senzaci. Tento obraz brzy zakoupil nizozemský umělecký kritik a malíř Conrad Kickert (1882-1965), který byl tajemníkem společnosti "Contemporary Art Society, (Moderne Kunstkring)" (Společnosti pro současné umění). V roce 1934 daroval obraz Gemeentemuseu v Haagu.

## 1912, skandál pokračuje
V roce 1912 se Salon nezávislých konal v Paříži od 20. března do 16. května. Tato velká výstava se uskutečnila přesně jeden rok poté, co se v roce 1911 společně představili Metzinger, Albert Gleizes, Henri Le Fauconnier, Delaunay, Fernand Léger a Marie Laurencin v sále č. 41, což tehdy vyvolalo skandál, v jehož důsledku se kubismus začal šířit po celé Paříži. Dopad skandálu se projevil v Německu, Holandsku, Itálii, Rusku, Španělsku a jinde (ovlivňující futurismus, suprematismus, konstruktivismus, neoplasticismus a další.) Pouhých pět měsíců před touto výstavou se objevila další polemika vzniklá na Podzimním salonu v roce 1912. Pocházela z "Salle XI", kde kubisté vystavovali svá díla. Do této hádky se zapojili nejen francouzští ale i ostatní avantgardní umělci. Dne 3. prosince 1912 dosáhla polemika až do poslanecké sněmovny a byla projednávána i v Národním shromáždění (Assemblée Nationale). V sázce byla více než jen budoucnost veřejného financování výstav, které ukazovaly kubistické umění. V tomto roce, v roce 1912 Le Fauconnier, Gleizes, Léger, Metzinger a Alexandr Archipenko tvořili jádro výboru pro umístění obrazů na Salonu nezávislých. Středem výstavy se stal společný sál, místnost č. 20, do které kubisté umístili svá díla. Zde Albert Gleizes vystavoval Les Baigneuses (Koupání), katalogové číslo 1347. Obraz Marcela Duchampa Akt sestupující se schodů č.2 byl uveden v katalogu pod č. 1001, ale byl stažen ještě před otevřením výstavy. Roger de La Fresnaye vystavoval obraz Artillerie (č. 1235), Robert Delaunay vystavoval svůj monumentální Ville de Paris (č. 868) - Jean Metzinger vystavoval La Femme au Cheval (Žena s koněm) a Le Port (Přístav), Fernand Léger představil dílo La Noce (Svatba), Henri Le Fauconnier vystavoval Le Chasseur (Lovec) a nováček Juan Gris vystavoval obraz Portrét Picassa.

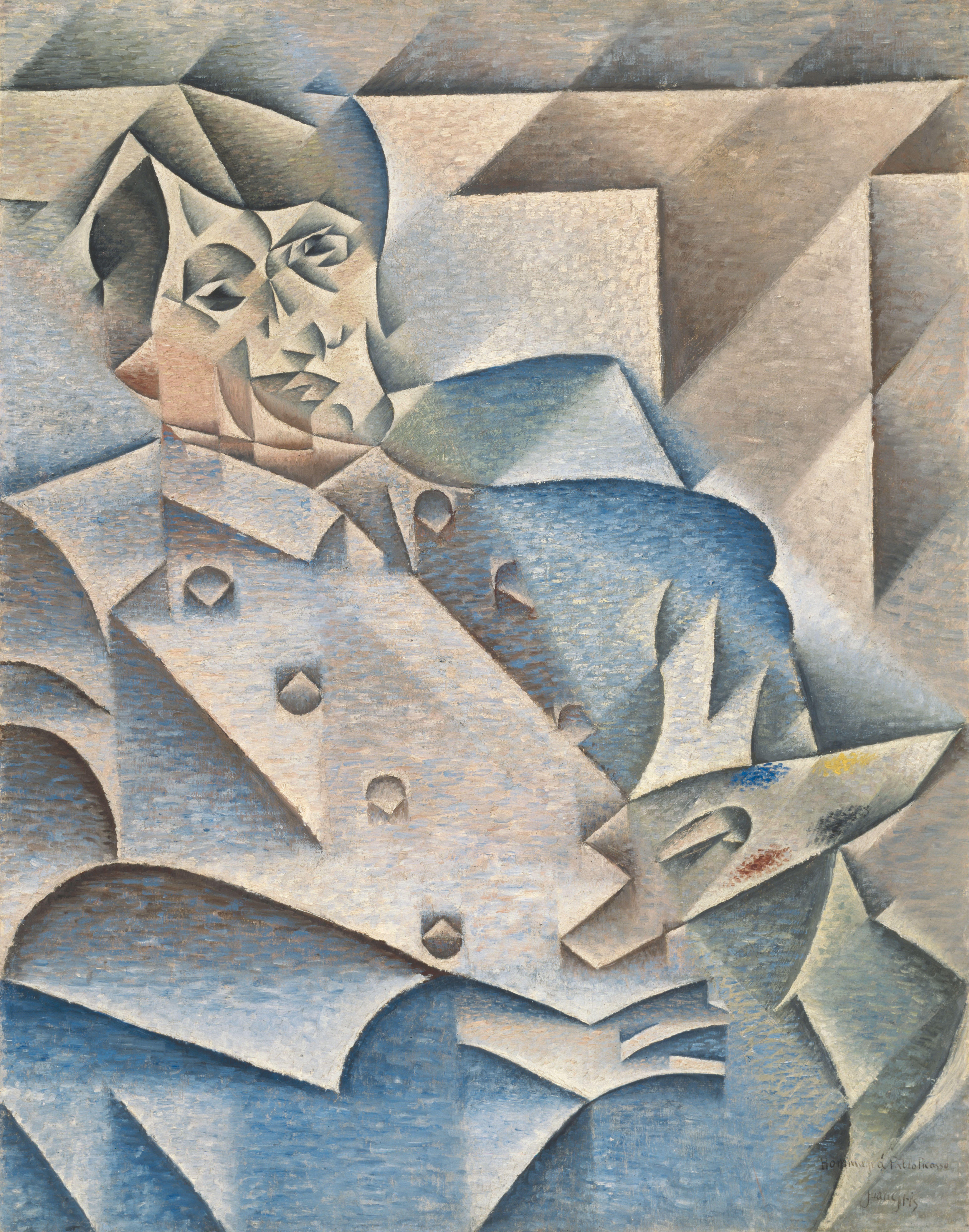
Juan Gris, Portrét Pabla Picassa, olej na plátně, 93,3 cm x 74,4 cm, 1912, Art Institute of Chicago

Umělecký kritik Olivier-Hourcade popisuje tuto výstavu z roku 1912 a její vztah k vytvoření nové francouzské školy: „Metzinger se svým Le Port, Delaunay s Paříží, Gleizes se svými Baigneuses se blíží ke skutečnému a velkolepému výsledku, k vítězství přicházejícímu přes několik století: vytvoření školy malby „francouzské“ a naprosto nezávislé.“

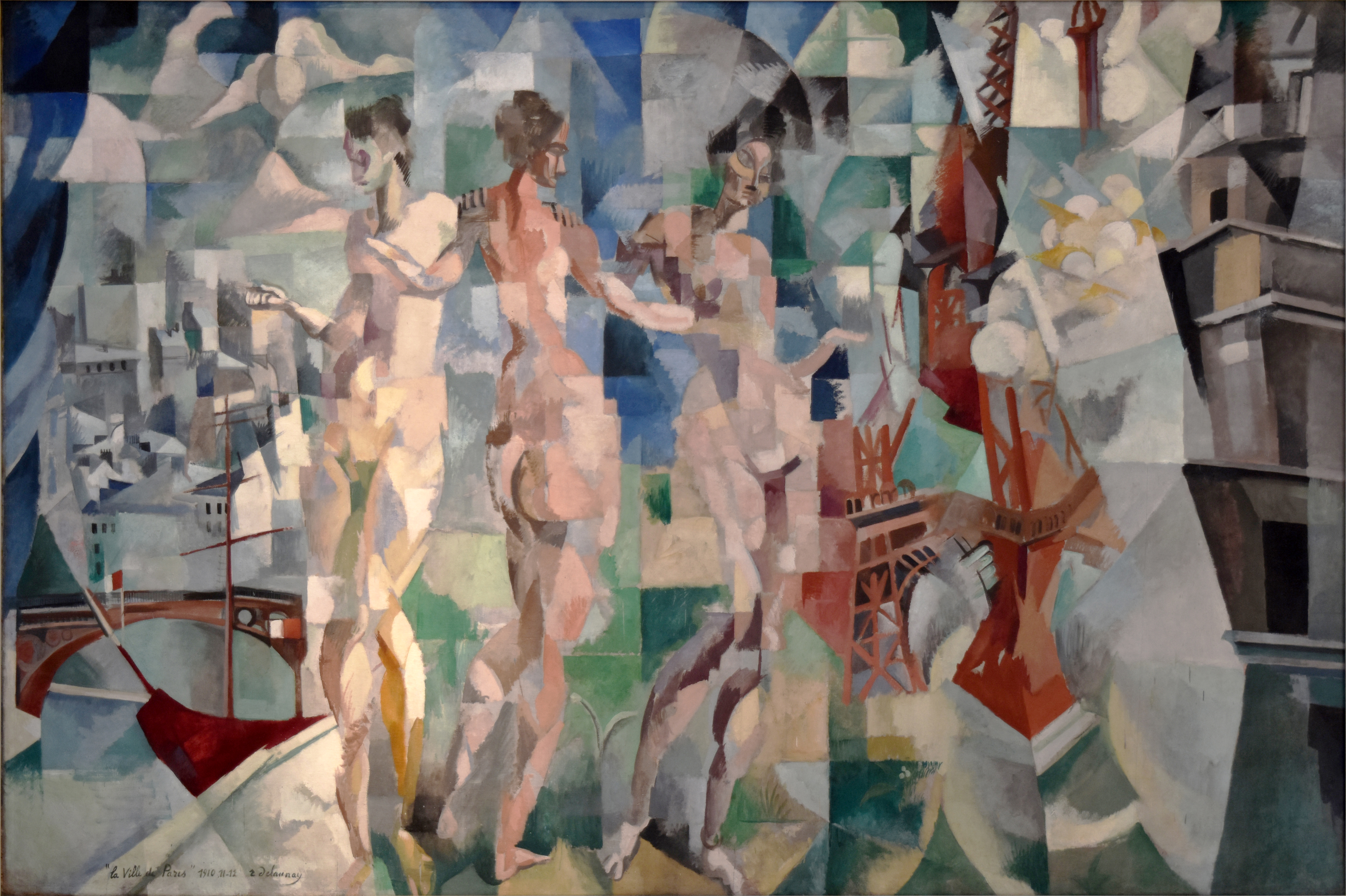
Robert Delaunay, La Ville de Paris, olej na plátně, 267 × 406 cm, 1910–1912, Musée d'Art Moderne de la Ville, Paříž

Roger Allard's napsal recenzi Salonu z roku 1912 v La Revue de France et des Pays. Připomíná Metzingerův „rafinovaný výběr barev“ a „vzácného ducha obrazu (matière). André Salmon ve své recenzi uvedl Metzingerovo „rafinované použití barvy“ v obrazu La Femme au Cheval a ocenil jeho „francouzskou jemnost“, také si povšiml, že Metzinger „osvětlil kubistickou postavu ctností úsměvu“

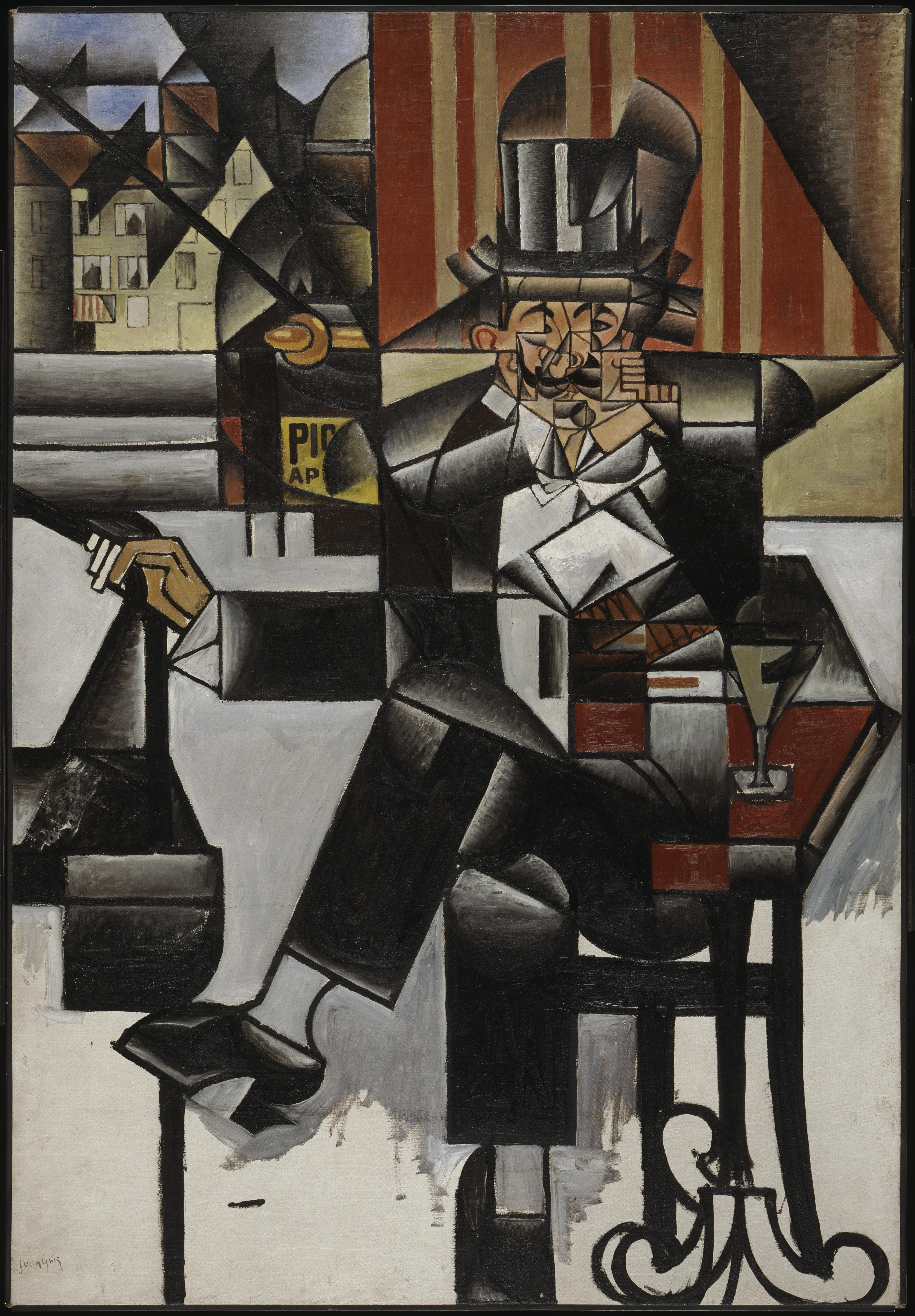
Juan Gris, Muž v kavárně, 127,6 cm x 88,3 cm, 1912, Philadelphia Museum of Art

Na druhou stranu Gleizes popisoval v roce 1913 neustálý vývoj v kubistickém hnutí:
Vývoj, kterým prošli Nezávislí od roku 1911 nemohl nechat veřejnost pochybovat o povaze těchto změn. Kubismus nebyl škola, vyznačoval se jakousi variací na obecně přijímané normy. Jednalo se o úplnou regeneraci, která naznačovala vznik zcela nového myšlení. Každou sezónu vypadal kubismus obnoveně, rostl a měnil se jako živé tělo. Jeho nepřátelé by to nakonec mohli kubismu odpustit, jen kdyby zemřel, jako móda; ale když si uvědomili, že je mu předurčeno žít život delší než život malířů, kteří jako první byli za něj odpovědni, stali se ještě násilnějšími.
A pokud jde o přijímání kubistů na Salonu nezávislých a Podzimním Salonu, Gleizes napsal:
"Nikdy nebylo vidění davu vrženo do takového zmatku nad díly ducha, a to zejména nad esemplastickými díly, obrazy, jejichž podstatou je mlčení, “píše Albert Gleizes:„ Nikdy kritici nebyli tak nenávistní jako tehdy. Dávali najevo, že tyto obrazy - a já specifikuji jména malířů, kteří byli sami neúmyslnou příčinou všeho toho šílenství: Jean Metzinger, Henri Le Fauconnier, Fernand Léger, Robert Delaunay a já - se ukázali jako hrozba pro pořádek, o kterém si všichni mysleli, že byl už vytvořen a zůstane tak navždy.

## 1913, kubismus na vrcholu
V roce 1913 se Salon nezávislých konal ve dnech 9. až 18. května, kubistická díla byla uvedena v místnosti č. 46. Jean Metzinger vystavoval svůj velký obraz L'Oiseau bleu (Modrý pták), Albert Gleizes obraz Les Joueurs de football (Fotbalisté), rok 1912-13, National Gallery of Art, Washington D.C., Robert Delaunay L'équipe de Cardiff (Cardiffský tým), rok 1913, Van Abbemuseum, Eindhoven, Fernand Léger Le modèle nu dans l'atelier (Nahý model v ateliéru) 1912-13, Guggenheimovo muzeum New York, Juan Gris obraz L'Homme dans le Café (Muž v kavárně), rok 1912, Muzeum umění Filadelfie.
V sále č. 45 visely práce Roberta Delaunayho, Soni Delaunay Těrkové, Františka Kupky, Morgana Russella a Stantona Macdonald-Wrighta. Jednalo se o první výstavu, kde byl důrazně přítomen orfismus a synchromismus. Apollinaire se v L'Intransigeant zmínil o "la Salle hollandaise" (holandský sál), místnosti č. 43, kde vystavoval Jacob van Heemskerck, Piet Mondrian, Otto van Rees, Jan Sluyters, Leo Gestel a Lodewijk Schelfhout.

## 1914, orfismus
Výstava z roku 1914 se konala od 1. března do 30. dubna v jedné z největších místností v přízemí. Byla vystavena orfistická díla velkých rozměrů. Zastoupeni byli a Sonia a Robert Delaunay, Patrick Henry Bruce a Arthur Burdett Frost.

## 1915, 1919
Během první světové války se nekonaly žádné výstavy. Po válce však došlo k oživení kubismu, které vedl hlavně Albert Gleizes spolu s dalšími. Vystavovalo se v "Galerie de L'Effort Moderne" Léonce Rosenberga a nastalo také oživení Salonu "Section d'Or (Zlatá sekce či Zlatý řez)", známého také jako "Groupe de Puteaux".

## 1920, vznik Dada
Ve snaze získat zpět svůj předválečný status vedoucích osobností v čele avantgardy a také vedeni snahou čelit možnosti, že by je styl Dada z této pozice svrhl, se kubističtí malíři semkli. Jejich první šance představit svá díla nastala v roce 1920 na Salonu nezávislých. Ale boj nebyl snadný. Vernisáž byla otevřena 28. ledna a bylo vystaveno přes tři tisíce děl, z nichž velké množství tvořily kubistické obrazy. Poprvé se výstava konala v Grand Palais des Champs-Elysées. Picassa nebylo nikde vidět, ale jiní vystavovali: Archipenko, Braque, Joseph Csaky, Albert Gleizes, Juan Gris, Hayden, Auguste Herbin, Léger, André Lhote, Jacques Lipchitz, Jean Metzinger, Gino Severini a Léopold Survage. Nejprudší odpor proti stylu Dada se objevil na Salonu nezávislých v roce 1920. Dadaisté viděli Nezávislé jako sílu rozhodující v tlaku nezávislé avantgardy na vrchol pařížské umělecké scény. Vytvořili plán, který se zdál být opravdu lstivý: Tristan Tzara a André Breton si pronajali sál v Grand Palais. Skupina vedená Tzarou distribuovala letáky a plakáty, které oznamovaly, že Charlie Chaplin se osobně dostaví na Salon dne 5. února. Když se Chaplin (který o celé záležitosti ani nevěděl) nikdy neobjevil, dav byl naštvaný. Začal umělce na pódiu častoval nevybíravými slovy. Tzara byl připraven: jeho skupina vracela rozhněvanému davu jeho urážky zpět. Renomovaná literární postava André Gide byl v publiku přítomen. Byl událostí stejně zmaten jako ostatní. Dění popisoval takto: „Nějací mladí lidé, nabubřelí, afektovaní, poté celá skupina jako sbor na pódiu povstala a prohlásila vše za hloupou lež.“ Svědky urážlivé události byli i slušnější kubisté. Situace si ovšem vyžádala nějaké prohlášení. Dadaismus byl prohlášen za ohavnost.

## 1921, nová epocha
Salon nezávislých z roku 1921, který byl otevřen v lednu toho roku, vystavil méně kubistických obrazů než v předchozím roce. Braque a Metzinger nebyli zastoupeni. Mezi umělce, kteří vystavovali, patřili Gleizes, Ferat, Hayden, Louis Marcoussis, Thorvald Hellesen a Léopold Survage. Z dalších kubistů, kteří vystavovali to byli: Hélène Pordriat, Marthe Laurens, Irène Lagut, Alice Halicka a Sonia Lewitska. Na výstavě byla také díla Bissièra, Blancharda, Dufyho, Lhoteho, Henrietty Tirman, Ossipa Zadkina a Jacques Lipchitze.
Komise pro umístění obrazů byla se postavila proti návrhu Signaca, který byl pro abecední systém. Léger opustil tuto komisi v roce v roce 1923. V roce 1924 bylo umístění klasifikováno podle národnosti a abecedně. Lhote také odešel z této komise, skládající se z 20 lidí, spolu s dalšími osmi členy v roce 1925. Lhote byl toho názoru, že změna byla určena hlavně pro „nedělní malíře“. Signac a jeho příznivci bránili abecední pořádek a zdůrazňovali „stejnou pozornost všem účastníkům“ a že pro „les petites chapelles“ nezbude místo. Systém byl zvláště namířen proti neokubistům, kteří chtěli být spojeni se známými umělci.
Od roku 1920 získala společnost Société des Artistes Indépendants Grand Palais jako výstavní prostor. Po druhé světové válce byl Salon nezávislých obnoven mimo jiné s uměleckou skupinou Jeune Création (Mladá tvorba), s jeho znovuzprovozněním pomáhali Dunoyer de Segonzac, Bernard Buffet, Jean Carzou, Maurice Boitel, Yves Brayer, Aristide Caillaud, Daniel du Janerand.
Z významných umělců zde v minulosti vystavovali např. Georges Braque, Paul Cézanne, Salvador Dalí, Georges Dufrénoy, Henri Matisse, Edvard Munch, Odilon Redon, Henri Rousseau, Georges Seurat, Paul Signac, Alfred Sisley, Vincent van Gogh, Giorgio de Chirico, Henri Matisse. Z českých umělců byli zastoupeni např. Antonín Marek Machourek, Valentin Držkovic, Zuzana Čížková (2005) nebo Martin Patřičný (2007).

## Hlavní osobnosti
- Alexander Archipenko
- Georges Braque
- Bernard Buffet
- Charles Camoin
- Marc Chagall
- Georgette Chen
- Giorgio de Chirico
- Joseph Csaky
- Robert Delaunay
- Sonia Delaunay
- Jean Dries
- Albert Dubois-Pillet
- Marcel Duchamp
- Georges Dufrénoy
- Raoul Dufy
- Alexandra Exter
- Henri Le Fauconnier
- Alberto Giacometti
- Albert Gleizes
- Henryk Gotlib
- Juan Gris
- Louise Janin
- Wassily Kandinsky
- František Kupka
- Kiki of Paris
- Roger de La Fresnaye
- Henri Lebasque
- Fernand Léger
- André Lhote
- Kazimir Malevich
- André Mare
- Albert Marque
- Henri Matisse
- Vadim Meller
- Jean Metzinger
- Joan Miró
- Amedeo Modigliani
- Piet Mondrian
- Edvard Munch
- Henry Ottmann
- Francis Picabia
- Robert Antoine Pinchon
- Odilon Redon
- Jelka Rosen
- Henri Rousseau
- Olga Sacharoff
- René Schützenberger
- André Dunoyer de Segonzac
- Georges Seurat
- Paul Signac
- Alfred Sisley
- Léopold Survage
- Amadeo de Souza Cardoso
- Sonia Terk
- Henri de Toulouse-Lautrec
- Henriette Tirman
- Vincent van Gogh
- Louis Valtat
- Felix Vallotton
- Jacques Villon
- Édouard Vuillard
- Maurice de Vlaminck
- Othon Friesz